# Congo (Paraíba)
Pour les articles homonymes, voir Congo.
Congo est une ville brésilienne du centre de l'État de la Paraíba.
Sa population était estimée à 4 770 habitants en 2007. La municipalité s'étend sur 274 km2.